# Cosmopelma
Cosmopelma es un género de arañas migalomorfas de la familia Barychelidae. Se encuentra en Brasil y Venezuela.

## Lista de especies
Según (The World Spider, Catálogo 11.5):
- Cosmopelma decoratum Simon, 1889
- Cosmopelma dentatum Fischel, 1927